# Radavstånd
Radavstånd eller kägel avser inom typografin avståndet mellan en textrads baslinje och nästföljande textrads baslinje. Ibland involverar avståndet andra bokstavslinjer (se vidare bokstavsanatomi). Radavstånd brukar mätas i punkter.
Ett ofta använt förhållande mellan teckenstorleken och radavståndet är 1:1,2. Således bör en text satt med 10 punkters grad ha ett radavstånd på 12 punkter. Detta förhållande används i regel automatiskt i moderna layoutprogram för att skapa ett passande radavstånd.
Grad och kägel anges ofta som två tal med ett snedstreck mellan, ”10/12” betyder till exempel 10 punkters grad och 12 punkters kägel.
Detta förhållande mellan storlek och radavstånd är ofta ifrågasatt. Forskning på området visar att för att uppnå en bra läsbarhet behöver man dessutom ta hänsyn till faktorer som val av stil samt spaltbredd. Ju större spaltbredd desto större radavstånd fordras för att ögat lätt ska hitta tillbaka till början av nästa rad.[källa behövs]